# Capella de Sant Sebastià (Sant Pere Pescador)
Capella de Sant Sebastià és un edifici religiós del municipi de Sant Pere Pescador (Alt Empordà) inclòs en l'Inventari del Patrimoni Arquitectònic de Catalunya.

## Descripció
Situada al nord del nucli urbà de la població de Sant Pere Pescador, a l'encreuament dels carrers Sant Sebastià, Provença, i la carretera d'accés a la població GI-6216.
Edifici d'una sola nau amb capçalera poligonal, totalment rehabilitada. Originàriament, la nau estava coberta amb volta de canó i llunetes. Exteriorment, el mur nord és aguantat per tres grans contraforts amb el basament quadrat, bastits amb pedra ben escairada lligada amb morter de calç, i fragments de material constructiu a les juntures. Al mur sud, hi ha tres contraforts més, tot i que actualment estan arrebossats i pintats. En aquesta façana destaquen dues obertures, una finestra d'arc de mig punt de doble esqueixada i un finestral d'arc escarser, amb l'emmarcament motllurat que repeteix l'esqueixada de l'anterior finestra. La façana presenta la porta d'accés original al temple, actualment transformada en finestral. És d'obertura rectangular, amb els brancals bastits amb carreus escairats i la llinda plana motllurada, amb una inscripció disposada al voltant d'una creu: ECCE · DE · EGO · NUNC · FUNCTUS · SUB · TELHS · QUIESCO". Al damunt de la portalada s'obre un ull de bou emmarcat amb pedra. La resta de la façana es troba refeta i es perllonga com coberta de l'actual edifici. Es troba arrebossada i pintada de color verd. La resta de l'edifici està bastit amb pedra desbastada de diverses mides, còdols i fragments de material constructiu. Actualment, l'accés a l'interior de l'edifici es fa per una porta situada al mur sud.

## Història
Aquesta població, de la mateixa manera que moltes altres del nostre país, tingueren una ermita dedicada a Sant Sebastià, protector de la pesta i el contagi, per les epidèmies periòdiques dels segles XVII I XVIII. És en aquest context històric quan es basteix la capella.
La primera referència escrita que es documenta data de 1511, moment de difusió del culte a Sant Sebastià. L'edifici actual data dels segles XVII-XVIII. La conservació del recinte era responsabilitat d'un ermità. Durant el període esmentat, s'ha trobat documentació a l'Arxiu Diocesà de Girona on recull diverses llicències concedides pel bisbe a particulars, generalment atorgades a forasters.
Arran la desamortització l'edifici fou requisat i venut al marquès de la Cuadra, encara que es continua mantenint el culte. Després de la mort del marquès, el 1882, passà a mans del municipi. Va continuar mantenint la seva funció religiosa fins a la Guerra Civil Espanyola, quan fou espoliada i tancada. L'any 1985 l'Ajuntament va aprovar la seva restauració i rehabilitació com a Oficina de Turisme, però les obres varen estar aturades fins que, entre els anys 1993 i 1995 l'Ajuntament de Sant Pere Pescador, juntament amb la col·laboració de la Diputació de Girona i el Departament de Cultura de la Generalitat de Catalunya, va endegar un projecte de recuperació i consolidació de les restes de la capella. L'empresa Construccions Costa i Serradell de Sant Pere Pescador, sota les ordres dels arquitectes Joan Falgueras i Font i Lluís Gratacós i Soler i amb el suport dels arquitectes tècnics Pere Ribot i Jaume Pagès, van renovar una bona part de l'obra de fàbrica que era enderrocada amb un llenguatge arquitectònic contemporani per a ubicar-hi una oficina municipal de turisme. Des del 2023 s'hi ha instal·lat el Centre d'Art Capella de Sant Sebastià (CACSS), que organitza exposicions i activitats d'artistes locals.